# Veisarixipha waivudawa
Veisarixipha waivudawa is een rechtvleugelig insect uit de familie krekels (Gryllidae). De wetenschappelijke naam van deze soort is voor het eerst geldig gepubliceerd in 2007 door Otte & Cowper.